# ブライアン・クラーク (美術家)
ブライアン・クラーク（Brian Clarke、1953年7月2日 - 2025年7月1日）は、イギリス・ランカシャー州（当時）のオールダムで生まれた、画家およびステンドグラスのアーティスト。
英国の画家であり、記念碑的な芸術家である。彼は、モザイクのようなステンドグラス、特に正方形のグリッドに曲線が配置された鮮やかな色のステンドグラスを作成することで最もよく知られている。彼は日本でいくつかの建築作品を手がけており、特に建築家の磯崎新とのコラボレーションによる相模湖カントリークラブの建物が有名である。クラークによる日本での他のアートインスタレーションには、西麻布にあるナイジェル・コーツの建物「ザ・ウォール」にあるレストラン・シブレオのステンドグラスの壁、独立したステンドグラスのアートワーク「オパール・スクリーン I」と「II」、池袋の西武アネックスがある。

## 作品

### 日本でのプロジェクトとアートワーク
| 名称                       | 年     | 所在地      | 国・地域 | 備考                                  |  |
| -------------------------- | ------ | ----------- | -------- | ------------------------------------- |  |
| レイク相模カントリークラブ | 1989年 | 上野原 山梨 | 日本     | （建築家 磯崎新とのコラボレーション） |  |

### 国際プロジェクト
| 名称                                                                       | 年     | 所在地         | 国・地域       | 備考                                                                   |  |
| -------------------------------------------------------------------------- | ------ | -------------- | -------------- | ---------------------------------------------------------------------- |  |
| スタンステッド空港ターミナルビル                                           | 1991年 | エセックス     | イングランド   | ノーマン・フォスターとのコラボレーションによる建築インスタレーション。 |  |
| フェイサリヤタワー                                                         | 2000年 | リヤド         | サウジアラビア | ノーマン・フォスターとの建築コラボレーション。                         |  |
| ウィリス・フェイバー・デュマス本社ビル（エントランスホールのタペストリー） | 1997年 | イプスウィッチ | イングランド   |                                                                        |  |

## 日本で開催された展示会
1987: ブライアンクラーク展 : ステンドグラスに秘められた小宇宙, 1987年10月3日-10月20日:西武アート・フォーラム, 10月23日-11月3日:八尾・西武ホール
1987.10.03-1987.10.20
西武美術館／西武環境開発

## モノグラフとカタログ
- Ito, Junji, Norman Foster, Paul Beldock, Ryu Niimi. ブライアン・クラーク展 :ステンドグラスに秘められた小宇宙. 編集者 Seibu Museum of Art; 西洋環境開発. Translated by Cheryl Fujimoto and Tetsuo Iwasa. Ci.nii.ac.jp. Tokyo: 西武美術館, 1987. https://ci.nii.ac.jp/ncid/BB23866956.

### 公開された寄稿
- Into The Silent Land. 上田義彦, 京都書院, 1991年.
- Clarke, Brian.Burne-Jones: Vast acres and fleeting ecstasies, The Journal of Stained Glass, Vol. XXXV. The British Society of Master Glass Painters, 2011. ISBN 978-0-9568762-1-8